# The Finer Things (State Champs)
The Finer Things è l'album di debutto del gruppo musicale statunitense State Champs. L'album è stato pubblicato l'8 ottobre 2013 dalla Pure Noise Records..

## Critica
| Recensione        | Giudizio |
| ----------------- | -------- |
| AbsolutePunk.net  | [ 3 ]    |
| Alternative Press | [ 4 ]    |

Ha debuttato alla posizione 131 nella classifica Billboard 200 e al secondo posto nella US Heatseeker Albums charts.
The Finer Things è stato inserito al 14º posto nella classifica dei "50 album migliori del 2013" di Rock Sound. Rock Sound lo considera inoltre uno dei migliori album del decennio. È stato inserito alla posizione 43 nella lista dei "51 album pop punk più essenziali di tutti i tempi" di Rock Sound e al 50º posto nei "50 album pop-punk migliori di sempre" di Kerrang!.

## Tracce
1. Elevated – 3:29
2. Deadly Conversation – 3:12
3. Hard to Please – 3:02
4. Prepare to Be Noticed – 3:06
5. Over the Line – 3:24
6. Simple Existence – 3:45
7. Remedy – 3:23
8. Nothing's Wrong – 3:25
9. Mind Bottled – 2:54
10. Critical – 3:22
11. Easy Enough – 2:59

Durata totale: 36:01

## Formazione
Formazione come da libretto.
State Champs
- Derek DiScanio – voce
- Tyler Szalkowski – chitarra, cori
- William Goodermote – basso
- Tony Diaz – chitarra
- Evan Ambrosio – batteria

Produzione
- Steve Klein – produttore
- Sam Pura – ingegnere del suono, mixer
- Brian Gardner – ingegnere del mastering
- Jonathan Rego – assistente ingegnere del suono, assistente missaggio
- Charles Vincent – copertina e layout
- Whoot Lenses – fotografie promozionali
- Mayowa Adelugba – fotografia in copertina